# Железнодорожная линия Засулаукс — Болдерая
Железнодорожная линия Засулаукс — Болдерая — железнодорожная линия протяжённостью 9 километров (от станции Рига-Пасажиеру до станции Болдерая — 16 км), соединяющая станцию Засулаукс с микрорайонами Болдерая и Даугавгрива. Имеется боковая ветка от станции Лачупе в Ильгюциемс.

## История
Железнодорожная линия из Риги в Болдераю (в XIX — начале XX веков — Риго-Больдерааская железная дорога) была построена с целью облегчить доставку грузов из Болдерайского порта, где швартовались большегрузные суда. Первые поезда начали курсировать на линии сразу после постройки железнодорожного моста через Даугаву в 1872 году, но официально линия была открыта 1 января 1873 года (до Болдераи). 11 декабря 1873 года открыт участок Болдерая — Даугавгрива. В 1873 году линию использовали в основном для перевозки пассажиров. Одновременно с болдерайскими поездами по новому мосту стали курсировать и поезда, использующие линию Рига — Елгава. В 1877 году, когда было открыто движение по Риго-Тукумской железной дороге (сначала до станции Майори), участок Рига — Засулаукс сделали двухпутным, так как его начали использовать и юрмальские поезда.
Линия начиналась на отдельно построенной станции, называвшейся Рига II, которая находилась в районе нынешней улицы 13 января. С начальной станцией тогдашней Риго-Двинской железной дороги её соединяла отдельная ветка. После открытия Риго-Туккумской железной дороги станцию стали называть Tukuma stacija («Тукумская станция») или Rīgas Jūrmalas stacija («станция рижского взморья»). Станция Рига II ликвидирована после постройки нового железнодорожного моста через Даугаву в 1914 году.
24 февраля 1924 года Сейм принял закон об административных границах города Рига, согласно которому Болдерая и остальные территории Пардаугавы вошли в состав Риги. С тех пор линия Засулаукс — Болдерая полностью находится в черте столицы Латвии.

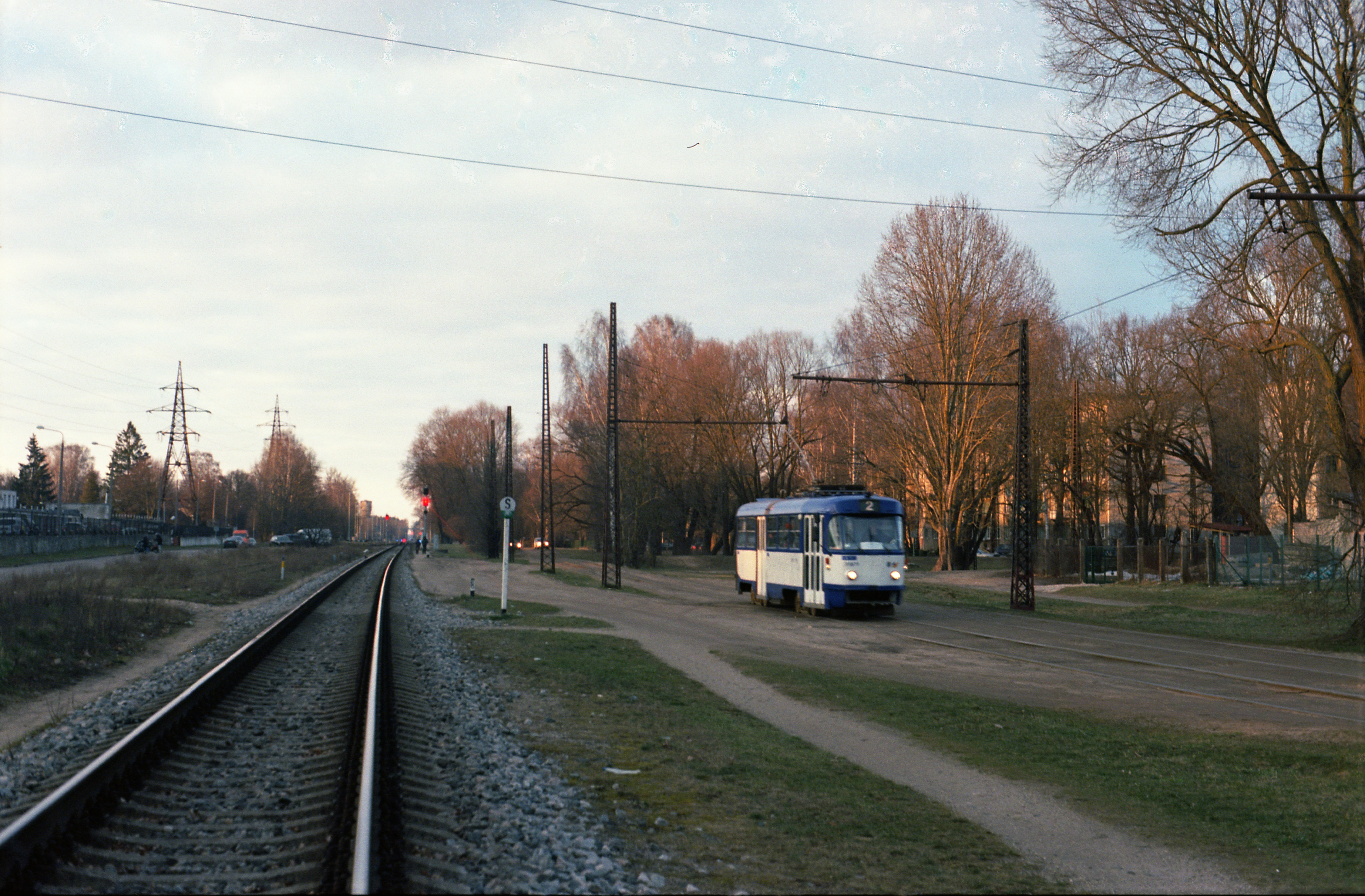
Железнодорожная линия в Риге проходит рядом с линией трамвая (2020)

В 1926 году от 4-го километра линии (ныне здесь находится станция Лачупе) к цементному заводу протянули ветку протяжённостью 2,1 км и построили на этой ветке станцию в Ильгюциемсе. В советское время от станции были проведены подъездные пути к местным складам и заводам (Лакокрасочному заводу, предприятию «Латвияс стиклс» и т. д.)
Пассажирское движение на линии прекращено в 1959 году, сейчас её используют исключительно для грузовых перевозок.
В начале 2025 года начались работы по электрификации линии для запуска пассажирского сообщения.

## Станции и остановочные пункты
- Засулаукс. Первое название — «Засенхоф». В наши дни — пассажирская станция линии Рига — Тукумс;
- Дзегужкалнс (существовавший до 1920 гг остановочный пункт, сначала назывался «Александровская платформа» или Aleksandrhalt);
- Нордеки (остановочный пункт, первое название — «Нордексгоф», в 1929 году переименован в «Дзегужкалнс», ликвидирован в 1959 году);
- Лачупе — в 1951 году открыта как путевой пост «4 км», в 1970 годах называлась «разъезд 4 км», с начала 1980 годов — «Лачупе»;
- Спилве (в 1930 году открыт остановочный пункт «10 км», вскоре переименованный в «Спилве», платформа просуществовала до прекращения пассажирских перевозок на линии);
- Болдерая-2. Новая, построенная в 2016 году, сортировочная станция, с построенной веткой на Русский остров.
- Болдерая. В своё время была второй по величине, после Рижской, станцией Латвии. В 1970 году станцию немного перенесли в направлении Засулаукса;
- Скансте (первое название — «Динамюнде», позже — «Устьдвинская платформа», в «Скансте» переименована в 1919 году; После Первой мировой войны пассажирские поезда курсировали только до станции Болдерая);
- Даугавгрива — сразу после открытия линии называлась Дамба-Гавань (по латышски Ostas Dambja), в 1919 — Даугавгрива, с 1929 это портовая станция со многими ответвлениями и подъездными путями, ведущими в том числе и в Кометфорт. В наши дни все подъездные пути Даугавгривы находятся в границах станции Болдерая.

В наши дни на линии открыты 4 станции: Засулаукс, Лачупе, Болдерая-2 и Болдерая. Также на линии до конца августа 2015 года использовалась жезловая система. Ныне переведена на автоматическую систему до станции Лачупе. Жезловая система продолжает использоваться до ст. Болдерая от ст. Лачупе. Окончательно перевод на автоматическую систему сигнализации планируется при вводе в строй станции Болдерая-2 (2016 год).
Участок линии на бывшую станцию Ильгюциемс используется одним из предприятий на ул. Даугавгривас. На ответвлении к бывшей станции Ильгюциемс построен дополнительный путь с терминалом.